# 韩延年
韩延年（？—前99年），河南颍川人，韩千秋之子，汉初名将，被封為成安侯。
《汉书》记载，韩延年随同李陵共同进入塞北与匈奴作战，但因寡不敌众，单于部队断了汉军后路，把汉军逼近角落而兵败，韩延年战死，李陵因此投降于匈奴。